# Mercedes-Benz Intouro

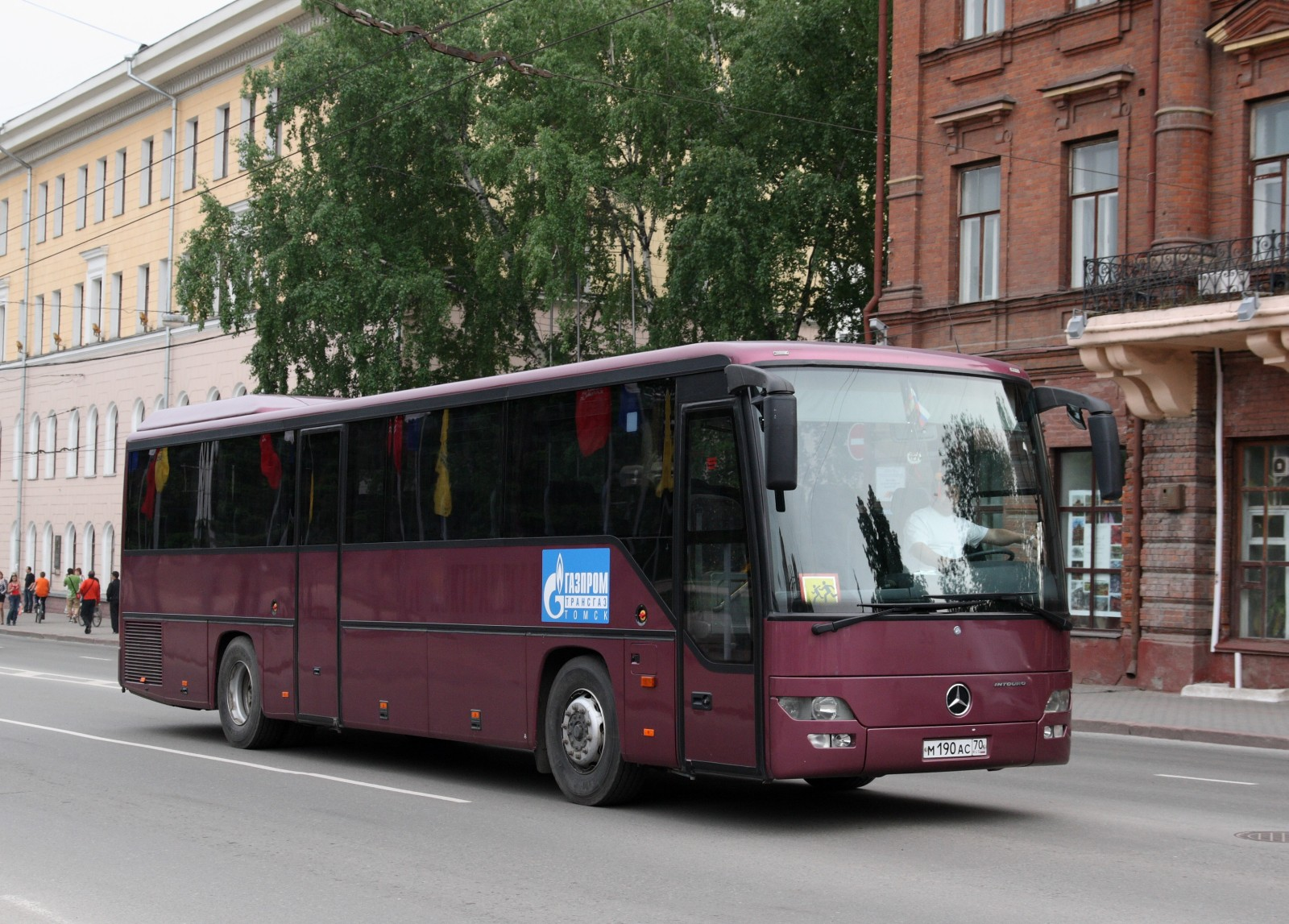
Mercedes-Benz O 560 RH (1999–2005)

Der Mercedes-Benz Intouro ist ein Überlandbus in Hochflurbauweise der Daimler Truck AG bzw. deren Tochtergesellschaft Daimler Buses, der seit 1999 in der Türkei gebaut wird.

## Geschichte

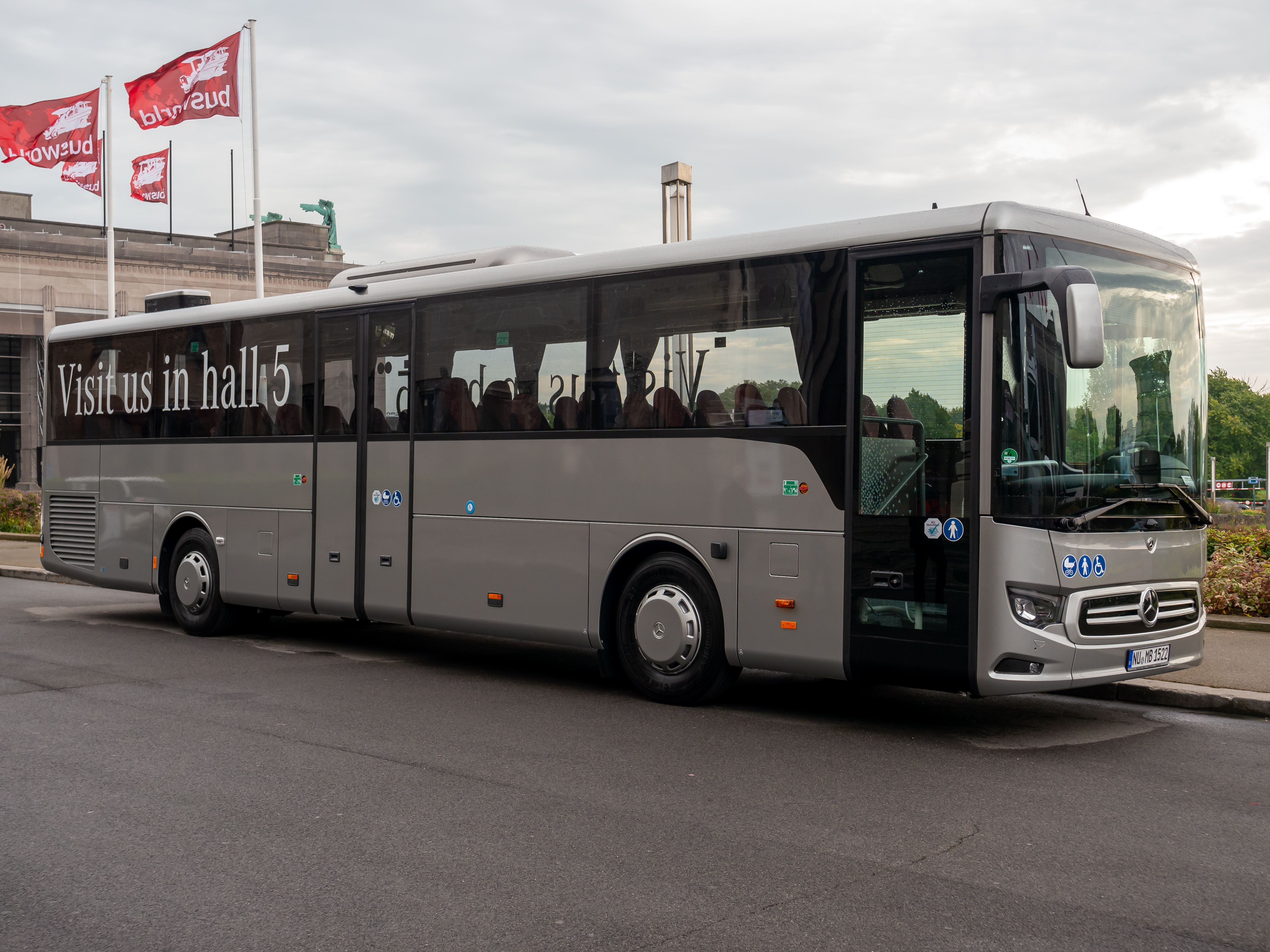
Dritte Generation des Intouro

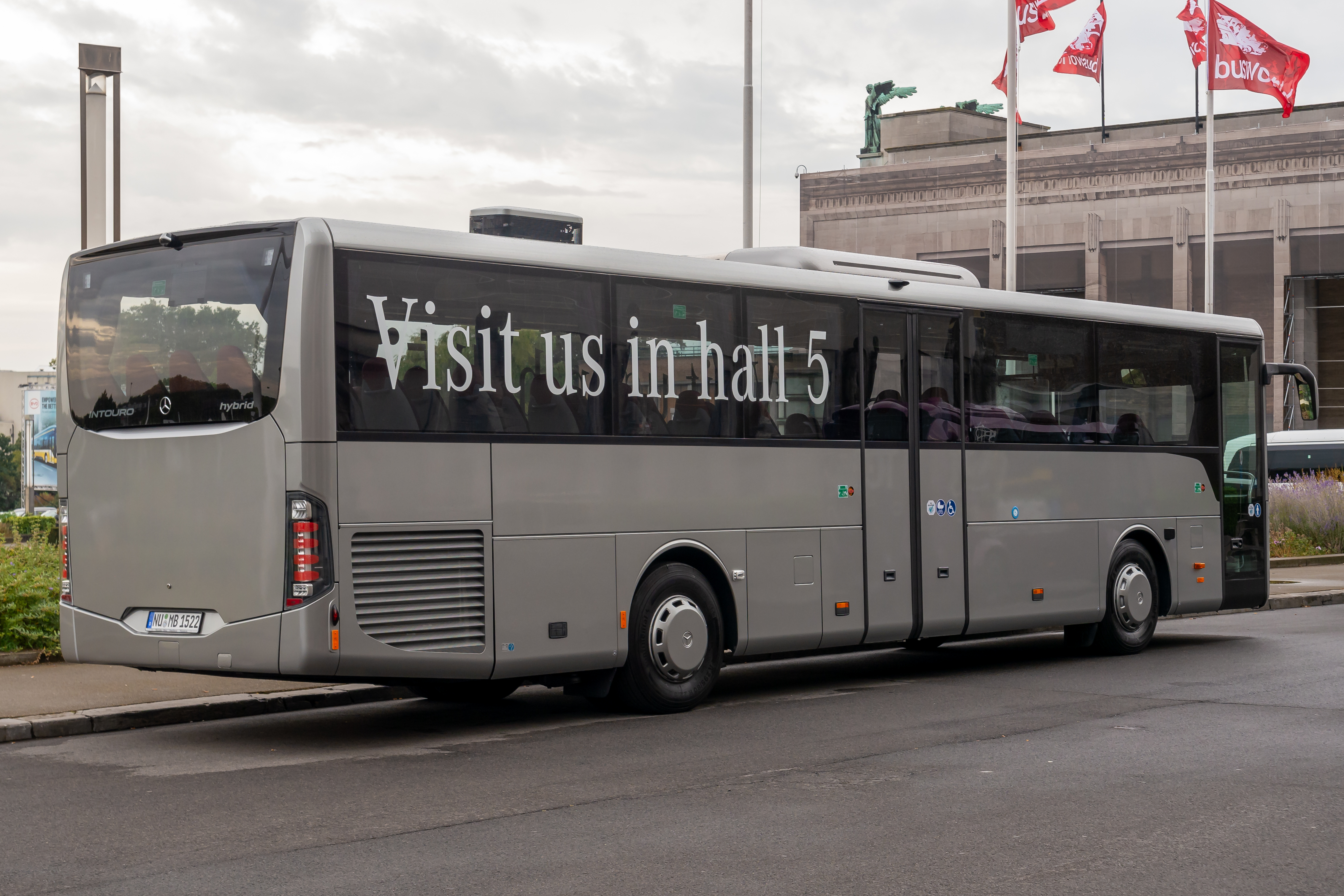
Heck der überarbeiteten Version

Die erste Generation des Intouro, der Typ O 560, wurde ab 1999 als 12 Meter langer Reisebus in Hochboden- (RH) und Hochdeckerausführung (RHD) von Mercedes-Benz Türk produziert. Er basierte auf der Comfort Class 300 von Setra und wurde nur in Osteuropa und im Nahen Osten angeboten.
Ende 2006 wurde die zweite Generation des Intouro (Typ 633) vorgestellt, die als Kombibus konzipiert ist und sich sowohl für den Linienverkehr als auch für Ausflugs- und Transferfahrten eignet. Der neue Intouro wird in Osteuropa, der Türkei, Frankreich und Belgien als preisgünstigere Alternative zum Integro angeboten. Seit 2012 ist er in weiteren Ländern Westeuropas sowie Deutschland, Österreich und der Schweiz erhältlich. Er übernimmt anstelle des Conecto, der nur noch als Niederflurbus produziert wird, das Segment der Hochflur-Linienbusse. Neben der 12,14 Meter langen Standardausführung war er auch als 12,98 Meter langer Zweiachser Intouro M erhältlich. Die Ausstattungsvariante Ecolier war speziell für den Schulbusverkehr vorgesehen und bot besonders pflegeleichte und gegen Vandalismus resistente Sitze.
Heutzutage gibt es ihn nach wie vor nur als Zweiachser, allerdings in drei Längen: Intouro (12,14 m), Intouro M (12,64 m) und Intouro L (13,32 m). Alle werden vom Mercedes-Benz-Reihensechszylinderdieselmotor OM 936 angetrieben, der in 220 und 260 kW (299 und 354 PS) verfügbar ist. Die Variante Ecolier ist nicht mehr verfügbar, ebenso wie der große Bruder dieses Modells, der Integro.
Mitte 2020 wurde eine komplette Überarbeitung des Intouro (Baureihe 410) vorgestellt. Diese teilt sich die technische Basis wie in der zweiten Generation mit dem Modell Mercedes-Benz Tourismo. Das Modell Integro wird allerdings nicht weiter angeboten. Diese dritte Generation ist auch mit einem Hybridantrieb verfügbar, welcher aber zu Marktstart noch nicht bestellbar war. Es wird ihn als Intouro K mit 10,75 m und maximal 46 Sitz- und 36 Stehplätzen, als Intouro mit 12,18 m und maximal 55 Sitz- und 41 Stehplätzen, als Intouro M mit 13,10 m und maximal 6 Sitz- und 44 Stehplätzen und als Intouro L mit 14,90 m und maximal 71 Sitz- und 50 Stehplätzen geben. Es werden die bekannten Euro-6-Motoren mit den bekannten Getrieben von Voith und ZF verbaut. Es gibt ihn nur als Mitteldecker bzw. Hochdecker aber keine LE-Variante.

## eIntouro
Im Jahr 2026 soll eine vollelektrische Version eIntouro angeboten werden. Die Akkukapazität beträgt bis zu 415 kWh. Damit kann eine Reichweite bis zu 500 km erzielt werden. Die Ladeleistung soll bis 300 kW betragen. Verwendet wird der Ladestecker CCS2. Der Akkumulator ist ein Lithium-Eisenphosphat-Akkumulator. Einsatzgebiete sind z. B. Überlandlinien, Schulbusfahrten und kleinere Reisen.

## Technische Daten
|                 | O 560 RH (1999–2005) | O 560 RHD (1999–2005) | Intouro (Euro V) | Intouro M (Euro V) | Intouro (Euro VI) | Intouro M (Euro VI) | Intouro L (Euro VI) |
| --------------- | -------------------- | --------------------- | ---------------- | ------------------ | ----------------- | ------------------- | ------------------- |
| Länge           | 12.000 mm            | 12.000 mm             | 12.140 mm        | 12.980 mm          | 12.140 mm         | 12.640 mm           | 13.320 mm           |
| Breite          | 2.500 mm             | 2.500 mm              | 2.550 mm         | 2.550 mm           | 2.550 mm          | 2.550 mm            | 2.550 mm            |
| Höhe            | 3.340 mm             | 3.540 mm              | 3.355 mm         | 3.355 mm           | 3.355 mm          | 3.355 mm            | 3.355 mm            |
| Radstand        | 6.080 mm             | 6.080 mm              | 6.080 mm         | 6.920 mm           | 6.080 mm          | 6.580 mm            | 7.260 mm            |
| Überhang vorne  | 2.620 mm             | 2.620 mm              | 2.760 mm         | 2.760 mm           | 2.760 mm          | 2.760 mm            | 2.760 mm            |
| Überhang hinten | 3.280 mm             | 3.280 mm              | 3.300 mm         | 3.300 mm           | 3.300 mm          | 2.760 mm            | 2.760 mm            |
| Wendekreis      | 21.700 mm            | 21.700 mm             | 20.980 mm        | 23.120 mm          | 20.980 mm         | 22.250 mm           | 23.990 mm           |
| Motor           | OM 441 LA            | OM 441 LA             | OM 926           | OM 926             | OM 936            | OM 936              | OM 936              |

## Belege
1. ↑  Daimler AG (2012):Mercedes Intouro - jetzt auch für Westeuropa (Memento vom 20. Oktober 2012 im Internet Archive). Abgerufen am 2. Februar 2013.
2. ↑  Der Intouro. (PDF) Technische Information. In: mercedes-benz-bus.com. Archiviert vom Original am 30. Januar 2022; abgerufen am 7. Juli 2024.
3. ↑  Seriennaher Prototyp: Der neue eINTOURO. Technische Information. In: mercedes-benz-bus.com. Abgerufen am 14. April 2025.